# Rghioua
Rghioua (franska: Rghioua (CR), Rghioua (Commune Rurale), arabiska: أولاد عياد) är en kommun i Marocko.   Den ligger i provinsen Taounate och regionen Fès-Meknès, i den nordöstra delen av landet, 210 km öster om huvudstaden Rabat. Antalet invånare är 4 802.